# Degaña
Degaña è un comune spagnolo di 1 385 abitanti situato nella comunità autonoma delle Asturie, comarca del Narcea.